# Serge Ducosté
Serge Ducosté (ur. 4 lutego 1944, zm. 5 lipca 2024) – były haitański piłkarz grający na pozycji obrońcy. Uczestnik Mistrzostw Świata w 1974.

## Kariera klubowa
Podczas kariery piłkarskiej Serge Ducosté grał w Aigle Noir AC.

## Kariera reprezentacyjna
W reprezentacji Haiti Serge Ducosté grał w latach sześćdziesiątych i siedemdziesiątych. Uczestniczył w eliminacjach do mundialu 1970 w Meksyku, jednakże reprezentacja Haiti przegrała rywalizacje o awans z Salwadorem. Następne eliminacje zakończyły się sukcesem w postaci awansu do mistrzostw świata.
Podczas mistrzostw świata 1974 w RFN Serge Ducosté zagrał w meczu z reprezentacją Argentyny.